# Piedone (série de films)
Piedone est une saga cinématographique de quatre films réalisée par Steno et interprétée par Bud Spencer.

## Synopsis
Cette saga suit les enquêtes de l'inspecteur Rizzo surnommé « Pied plat », un flic napolitain plus apte à se servir de ses poings que de son arme, dans le monde entier.

## Films
- 1973 : Un flic hors-la-loi, avec Adalberto Maria Merli
- 1975 : Le Cogneur (ou Pied plat à Hong Kong, Malabar explose à Hong Kong), avec Al Lettieri
- 1978 : Pied plat en Afrique (ou Inspecteur Bulldozer)
- 1980 : Pied plat sur le Nil (ou Malabar sur le Nil)